# Kuka (entreprise)
Pour les articles homonymes, voir Kuka.
 (mai 2016).
Si vous disposez d'ouvrages ou d'articles de référence ou si vous connaissez des sites web de qualité traitant du thème abordé ici, merci de compléter l'article en donnant les références utiles à sa vérifiabilité et en les liant à la section « Notes et références ».

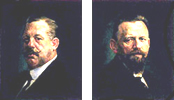
création de l'entreprise en 1898 par Johann Josef Keller et Jakob Knappich

Kuka est une entreprise spécialisée dans les robots industriels et les prestations de production automatisées destinées aux industries. Elle est basée à Augsbourg en Allemagne.
La société compte 25 filiales dont la plupart opèrent dans la distribution et les services, aux États-Unis, au Mexique, au Brésil, au Japon, en Chine, en Corée du Sud, en Inde, à Taïwan, ainsi que dans plusieurs pays d’Europe et en France.

## Histoire
En 1898, l’usine d’acétylène Acetylenwerk Augsburg a été fondée par Johann Josef Keller et Jakob Knappich pour la production d’éclairage domestique et municipal à faible coût, d’appareils ménagers et de phares d’automobiles. En 1905, la production s’est étendue aux équipements de soudage à l’autogène. Après la Première Guerre mondiale, Keller et Knappich ont repris la production de treuils de puissance, à commande manuelle et de sécurité au freinage automatiquement régulé, et a commencé en plus la fabrication de grandes cuves. De cette activité fut fondée en 1922 la Bayerische Kesselwagen GmbH. La Bayerische Kesselwagen GmbH était chargée du développement et de la production de superstructures pour les véhicules municipaux (machines de nettoyage des rues, des camions des eaux usées, des camions à ordures). La dénomination Kuka apparaît la même année en se rapportant au nom de la société de l’époque « Keller und Knappich Augsburg ».
Le développement et la fabrication d'équipements de soudage par points a commencé en 1936. Trois ans plus tard, la société Kuka comptait plus de 1 000 employés. Après la destruction des principaux bâtiments de la société au cours de la Seconde Guerre mondiale, Kuka a recommencé en 1945 avec la fabrication de machines de soudage et autres petits appareils. Avec des produits tels que la machine à tricoter circulaire à double cylindre et la machine à écrire portative « Princess », Kuka a investi dans de nouveaux domaines industriels. En 1956, Kuka a fabriqué un système de soudage automatique pour la fabrication de réfrigérateurs et machines à laver et fourni une ligne de soudage multipoints à Volkswagen AG. Dix ans plus tard, une machine de soudage par friction est entrée en production. En 1967, Kuka applique la méthode de soudage à l'arc. En 1971, une ligne de soudage robotisée est installée pour la fabrication de la Classe S de Daimler-Benz. Un an plus tard, la machine de soudage à l'arc magnétique est commercialisée.
Avec la production du robot « Famulus », robot industriel à 6 axes électromécanique, Kuka entre en 1973 dans la robotique et, en 1978, vient le robot IR 601/60, robot à six axes électriques et poignet angulaire. L’entreprise appartenait à cette époque au groupe Quandt et, quand la famille Quandt s’est retirée en 1980, elle est devenue une entreprise publique. En 1981, les principales activités de Kuka ont été concentrées en trois sociétés indépendantes : Kuka Schweissanlagen und Roboter , Kuka Umwelttechnik  et Kuka Wehrtechnik qui a été revendue à Rheinmetall en 1999. Vers la fin de 1982, la société LSW Maschinenfabrik GmbH à Brême est devenue une filiale de Kuka.
En 1989, des robots avec moteurs sans balai est lancée. En 1993, les systèmes de soudage au laser pour la couverture de toit ont été mis au point, puis ont ensuite reçu les apports des technologies d’encollage et d'étanchéité. À la même époque, Kuka a repris les outils et le fabricant d'équipement, Schwarzenberg GmbH[pas clair], et distribué ses produits en Chine et aux États-Unis. En 1995, le service de robotique est créé à partir de la division de Kuka Schweissanlagen + Roboter.
Kuka Schweißanglagen change de nom en 2007 pour devenir Kuka Systems. En 2010, Kuka présente une cellule standardisée pour les prestations de soudage, portant le nom de Kuka FlexiCUBE.
En mai 2016, Midea, entreprise chinoise d'électroménager, annonce une offre d'acquisition sur Kuka de 5 milliards de dollars. Le 8 août, Midea annonce détenir 94,55 % des actions Kuka. En décembre 2016, devant le refus des autorités américaines d'accepter cette opération, Kuka annonce la vente de ses activités américaines à Advanced Integration Technology.
Midea a finalisé l’acquisition en janvier 2017 en prenant 74,55 % des droits de vote dans Kuka.

## Produits et prestations
Dans le secteur de l'automatisation, Kuka Systems commercialise des prestations standards et sur mesure pour la production industrielle utilisant principalement les technologies d'assemblage et de manutention. En outre, Kuka Systems propose des prestations d’ingénierie et de conseil.
Les installations d’automatisation robotisées de Kuka Systems sont utilisées par des constructeurs automobiles comme Volkswagen ainsi que les fabricants d'autres secteurs industriels.

## Kuka Control Panel
Pour les articles homonymes, voir KCP.
Le boîtier de programmation portatif KCP (Kuka Control Panel) possède toutes les possibilités de commande et d'affichage indispensables à la commande et à la programmation du robot industriel. La variante du KCP pour KR C4 s'appelle KUKA smartPAD. Cette documentation utilise cependant la désignation générale de KCP.

## Informations économiques
En septembre 2012, Kuka Roboter compte environ 3 150 collaborateurs et son siège social est basé à Augsbourg. Ses clients se trouvent principalement dans l’industrie automobile mais aussi dans d’autres secteurs  tels que la métallurgie, l’agro-alimentaire et le plastique.
Chiffre d’affaires consolidé (Kuka Roboter)
- 413 millions d’euros (2008)
- 330 millions d’euros (2009)
- 435 millions d’euros (2010)
- 616 millions d’euros (2011)

Chiffre d’affaires consolidé (Kuka AG)
- 1 286 millions d’euros (2007)
- 1 266 millions d’euros (2008)
- 902 millions d’euros (2009)
- 1 078 millions d’euros (2010)
- 1 434 millions d’euros (2011)

## Galerie

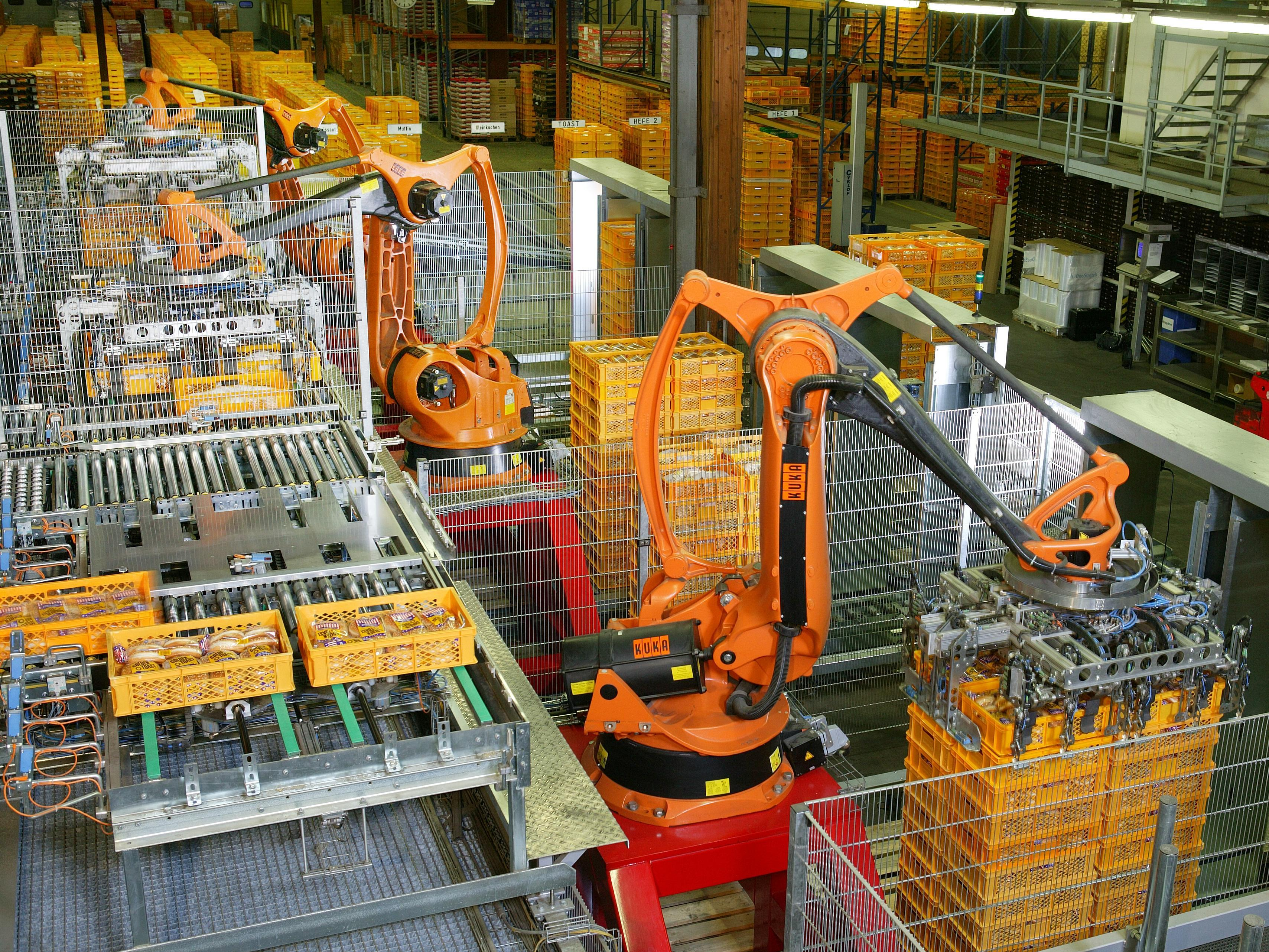
Palettisation et emballage du pain
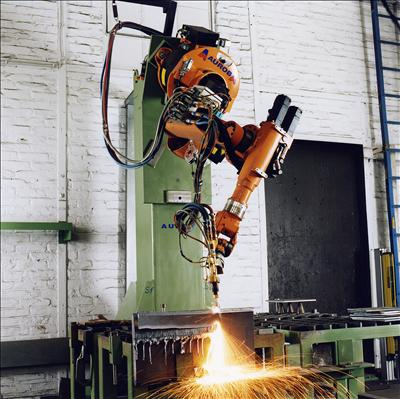
Construction : découpage d'éléments en acier
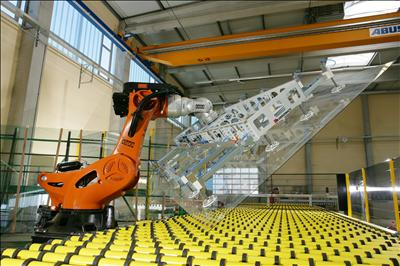
Manipulation du verre plat par un robot
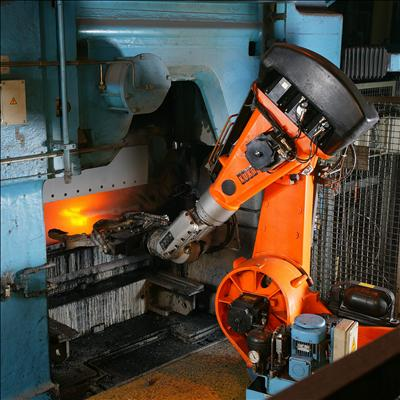
Automatisation en fonderie par un robot résistant à la chaleur
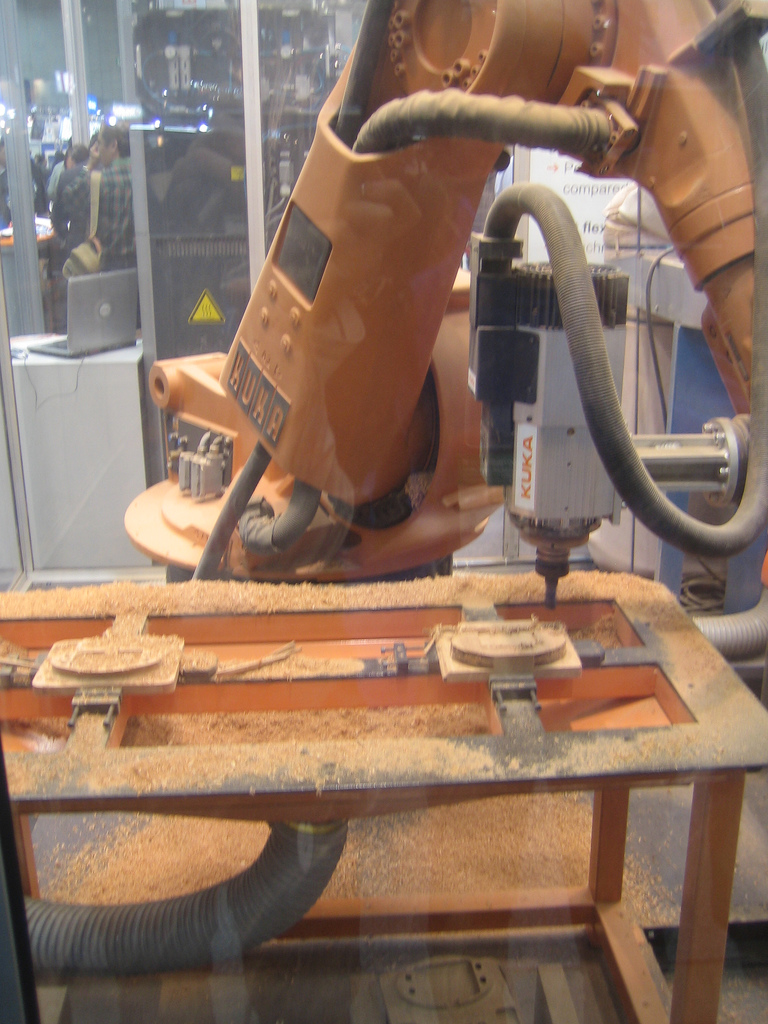
Travail du bois : fraisage automatisé
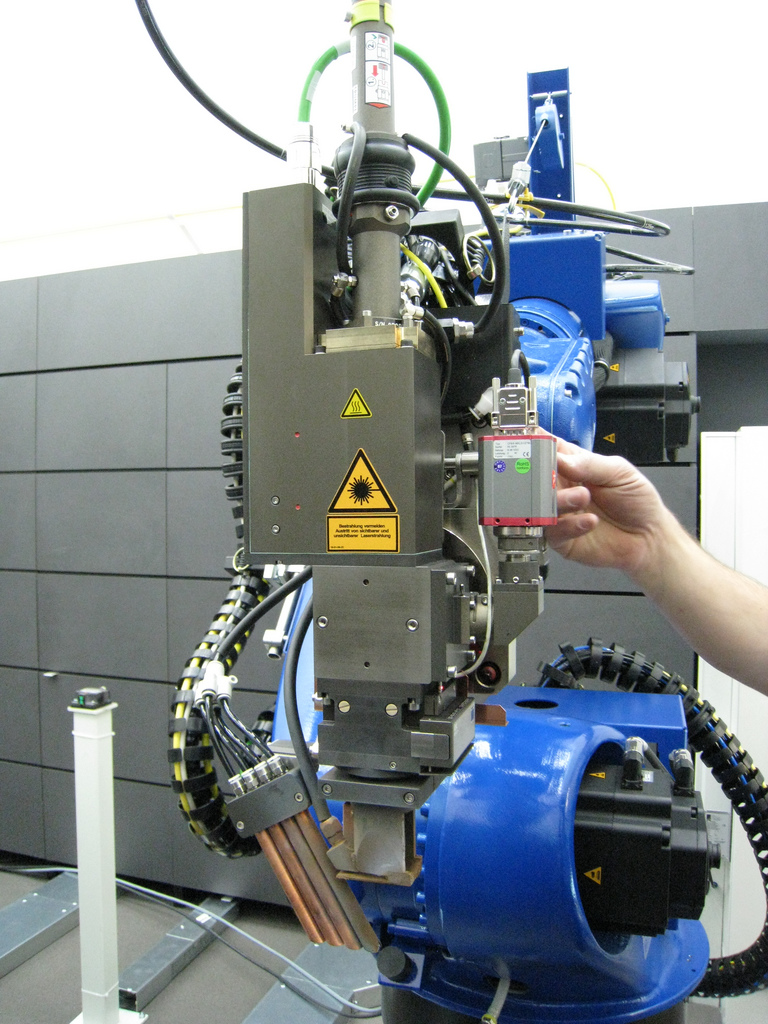
Travail des métaux: découpe au laser YAG
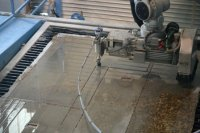
Traitement de la pierre : découpe au jet d'eau de comptoirs de cuisine en quartz
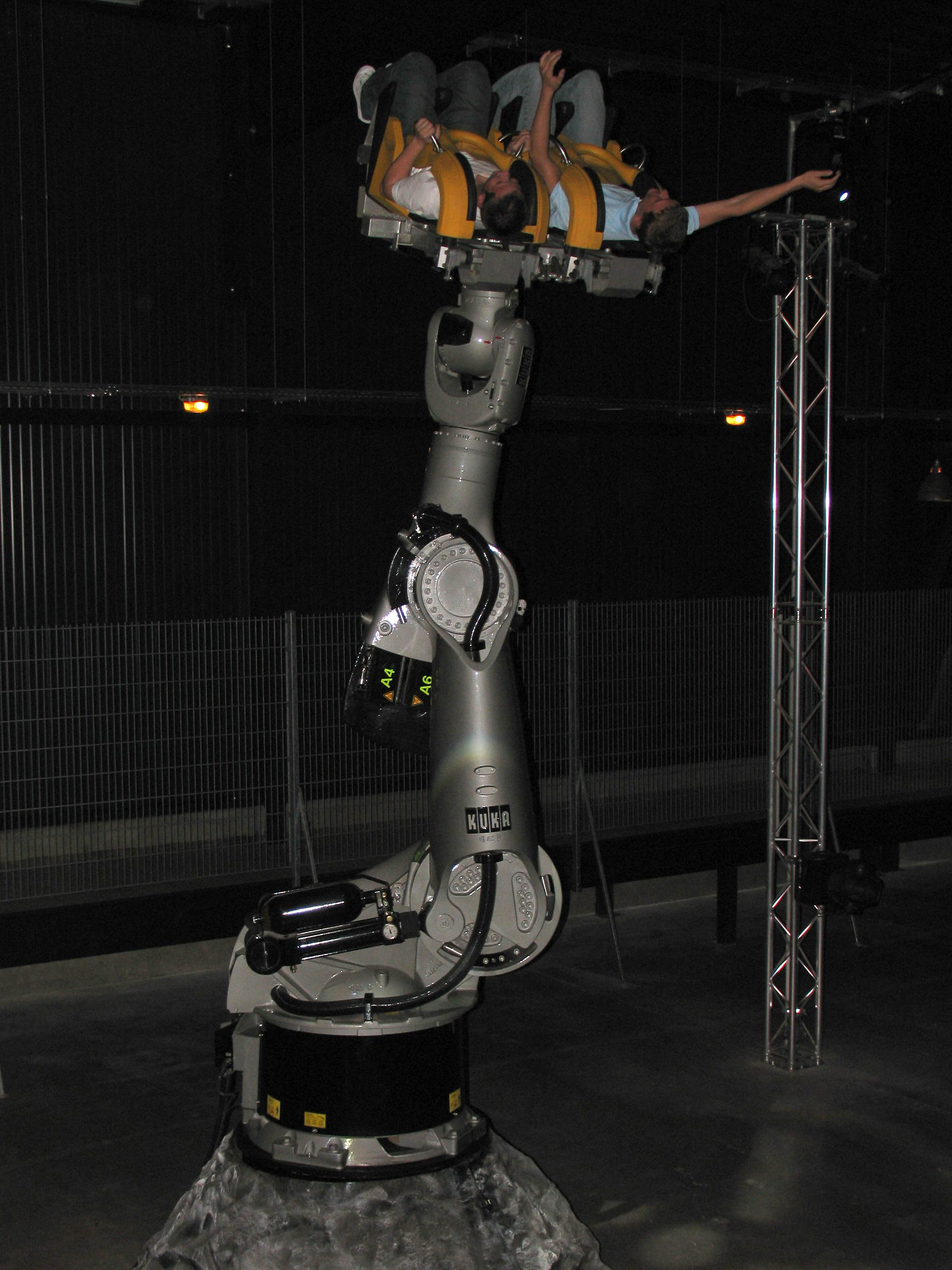
Robocoaster, robot industriel pour le transport des passagers.